# Campina Verde (kommun)
Campina Verde är en kommun i Brasilien.   Den ligger i delstaten Minas Gerais, i den sydöstra delen av landet, 500 km söder om huvudstaden Brasília. Antalet invånare är 19 285.
Följande samhällen finns i Campina Verde:
- Campina Verde

Omgivningarna runt Campina Verde är en mosaik av jordbruksmark och naturlig växtlighet. Runt Campina Verde är det mycket glesbefolkat, med 6 invånare per kvadratkilometer.